# Les Deux Sœurs (film 1909)
Les Deux Sœurs è un cortometraggio muto del 1909 diretto da Louis Feuillade.

## Produzione
Il film fu prodotto dalla Société des Etablissements L. Gaumont

## Distribuzione
Distribuito dalla Société des Etablissements L. Gaumont, uscì nelle sale cinematografiche francesi nel 1909.